# تونی تاکر
تونی تاکر (انگلیسی: Tony Tucker؛ زادهٔ ۲۷ دسامبر ۱۹۵۸) بوکسور اهل ایالات متحده آمریکا است.